# 허리케인 헬린

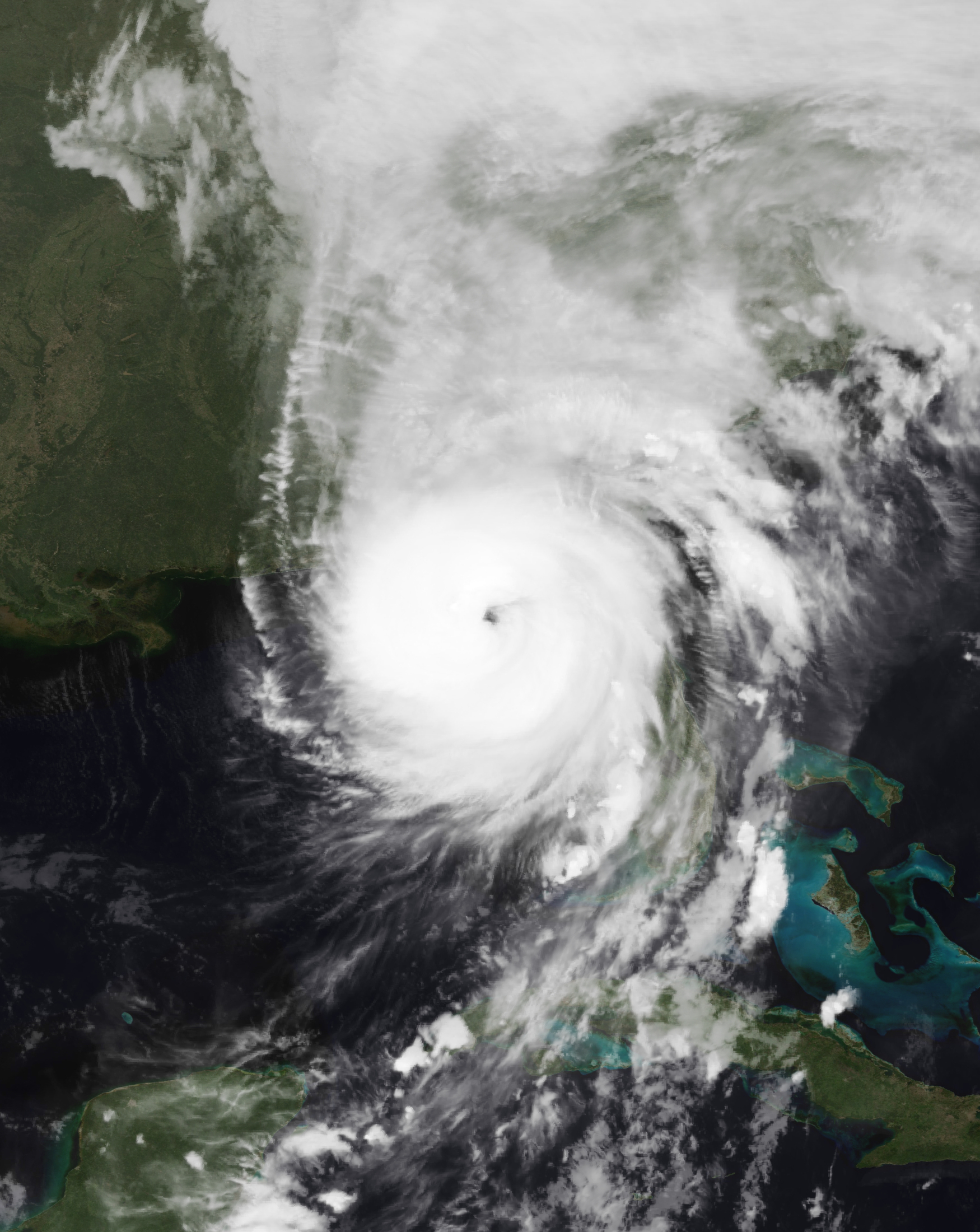

허리케인 헬린(Hurricane Helene, i/hɛˈliːn/)은 플로리다주 빅 벤드 지역을 강타한 미국 역사상 가장 강력하고 거대하고 파괴적이며 빠르게 이동한 허리케인이다. 2024년 북대서양 허리케인의 여덟 번째 폭풍, 다섯 번째 허리케인, 두 번째 주요 허리케인으로 명명된 헬렌(Helene)은 미국 국립 허리케인 센터(NHC)가 처음 괸측을 시작한 9월 말 서부 카리브해의 넓은 저기압 지역에서 발생했다. 9월 17일에 열개 교란이 관측되었다. 9월 24일까지 이 교란은 유카탄 반도에 접근하면서 열대 폭풍이 될 만큼 충분히 강화되어 '헬렌'이라는 이름을 얻었다. 그 후 유리한 조건으로 인해 점진적인 강화가 이어졌고 사이클론은 9월 25일 초 허리케인이 되었다. 헬렌이 다음 날 멕시코만에 진입하면서 뚜렷하고 결국 급속한 강화가 이어졌고 9월 26일 저녁에는 카테고리 4 강도에 도달했다. 9월 26일 말, 헬렌은 최대 지속 풍속이 220km/h인 플로리다주 페리 근처의 빅 벤드 지역에 최고 강도로 상륙했다.
헬렌의 상륙이 예상되기 전에 플로리다 주지사와 조지아 주지사는 매우 높은 폭풍해일과 애틀랜타 내륙까지 허리케인급 돌풍을 포함하여 예상되는 심각한 영향으로 인해 비상사태를 선언했다. 허리케인 경보도 내륙으로 확대되었다. 9월 27일 현재까지 헬렌으로 인해 직간접적으로 사망한 사람은 총 47명이다.

## 같이 보기
- 허리케인 마이클